# Pterula loretensis
Pterula loretensis är en svampart som beskrevs av Corner 1952. Pterula loretensis ingår i släktet Pterula och familjen mattsvampar.   Inga underarter finns listade i Catalogue of Life.